# Edvard II.
Edvard II. (grad Caernarfon, Wales, 25. april 1284 – grad Berkeley, 21. september 1327) je bil kralj Anglije, znan tudi kot Edvard Caernarfonski.
Bil je četrti sin kralja Edvarda I. in prvi angleški prestolonaslednik, ki je nosil naziv valižanski princ. Krono je nasledil leta 1307 po očetovi smrti.
Bil je vojno s Škotsko, v kateri je bil poražen v bitki pri Bannockburnu, zaradi česar je Škotski priznala njegovo neodvisnost. Ta poraz je bil tudi posledica spora z vodilnimi plemiči zaradi Piersa Gavestona, ki ga je pripeljal na dvor, razglasil za grofa Cornwallskega in mu dal bogastvo in vpliv. Izbruhnila je politična kriza leta 1311, Edvard II. je bil prisiljen sprejeti statute, ki so omejevali njegovo moč, Gavestona pa so leta 1312 umorili sovražni plemiči.
Kraljev bratranec Thomas Plantagenet, 2. grof Lancasterski, podpornik statutov, ki so omejevali kraljevo moč, je tako pridobil nadzor nad državo, dokler ga Edvardu II. ni uspelo premagati v bitki pri Boroughbridgeu leta 1322 in ga usmrtiti. Statute je razveljavil, vendar je ostal zelo nepriljubljen vladar.
Svojo nepriljubljenost dolguje temu, da je na dvor pripeljal svoja nova ljubljenca, Hugo Despenser, 1. grof Lancasterski in Hugo Despenser ml. (sin Despenserja). Njun vpliv na vlado je bil izrazito nasilneški in ni spoštoval dednih pravic. Kraljeva predanost pokroviteljstvu ljubljencov in neupoštevanje sodobnih predstav o kraljevem vedenju sta privedla do novih nezadovoljstev.
Edvardova žena Izabela Francoska, hči Filipa IV. Lepega, je skupaj s svojim ljubimcem Rogerjem Mortimerjem, 1. grofom Marškim je leta 1326 ujela Edvarda, ga odstavila v korist svojega sina Edvarda in ga dala ubiti. Edvard II. je bil leta 1327 na gradu Berkeley Castle usmrčen, po legendi z razžgano žerjavico, ki so jo skozi kovinsko cev vstavili v debelo črevo. Ta metoda usmrtitve ni puščala obremenilnih dokazov in je za usmrčenega delovala kot naravna smrt, verjetno pa je bila tudi maščevanje za njegove homoseksualne nagnjenosti.
Nasledil ga je sin Edvard III..